# چاقوی استخوان‌گیر

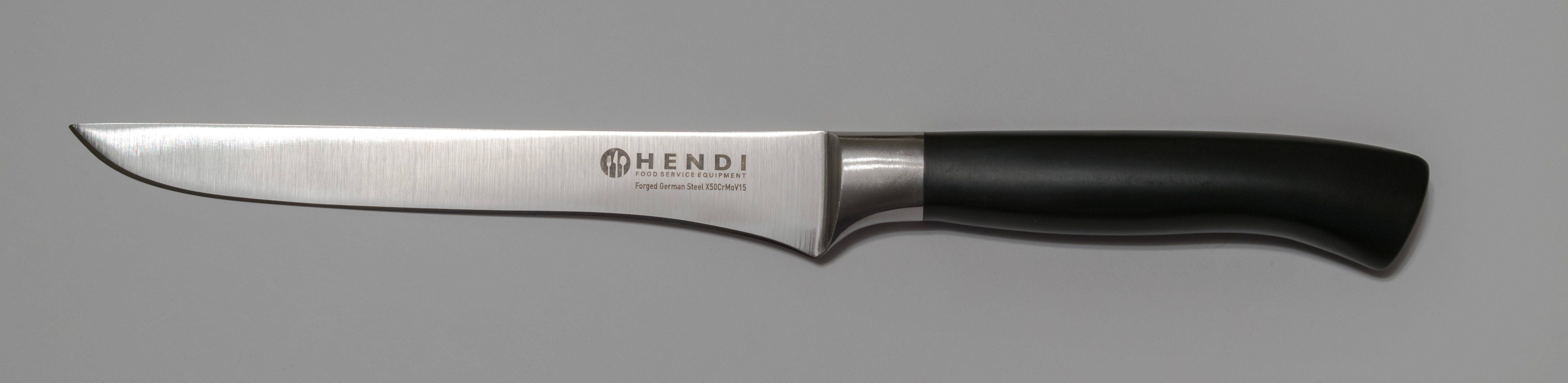
یک چاقوی استخوان‌گیر از جنس استیل ضدزنگ

چاقوی استخوان‌گیر نوعی چاقوی آشپزخانه با نوک تیز و تیغه باریک است که در تهیه غذا برای از جداسازی استخوان مرغ، گوشت و ماهی استفاده می‌شود. به‌طور کلی، طول آن ۱۲ تا ۱۷ سانتی‌متر (۵ تا ۶ ½ اینچ) است (اگرچه بسیاری از برندها، مانند کارد و چنگال ساموآ، طول آن تا ۹ ½ اینچ هم می‌رسد)، دارای تیغه بسیار باریکی است. چاقوهای استخوان‌گیری به اندازه برخی دیگر از چاقوهای محبوب آشپزخانه یا قصابی دارای تیغه ضخیم نیستند، زیرا این کار استخوان‌گیری دقیق، به خصوص برش‌ها و سوراخ‌های عمیق را آسان‌تر می‌کند. یک چاقوی استخوان‌گیر سخت برای استخوان‌گیری گوشت گاو و خوک خوب است، اما چاقوی استخوان‌گیری بسیار انعطاف‌پذیر برای مرغ و ماهی ترجیح داده می‌شود.
برخی از طرح‌ها دارای یک تیغه قوسی، برای افزایش سهولت برش تک گذر دربرداشتن گوشت ماهی از استخوان آن است.